# Vigridisen
Koordinaten: 70° 15′ 0″ S, 8° 30′ 0″ O
Das Vigridisen (norwegisch) ist ein Schelfeis an der Prinzessin-Astrid-Küste des ostantarktischen Königin-Maud-Lands. Es liegt südlich der Landspitze Breiodden.
Wissenschaftler des Norwegischen Polarinstituts benannten es nach der Ebene Vigrid, auf der nach der Vorstellung der nordischen Mythologie der Endkampf Ragnarök zwischen Riesen und Göttern ausgetragen wird.